# Bragi
Bragi es una deidad del panteón nórdico, hijo de Odín y la gigante Gunlod (o de Odín y Frigg según otras versiones).

## Poesía

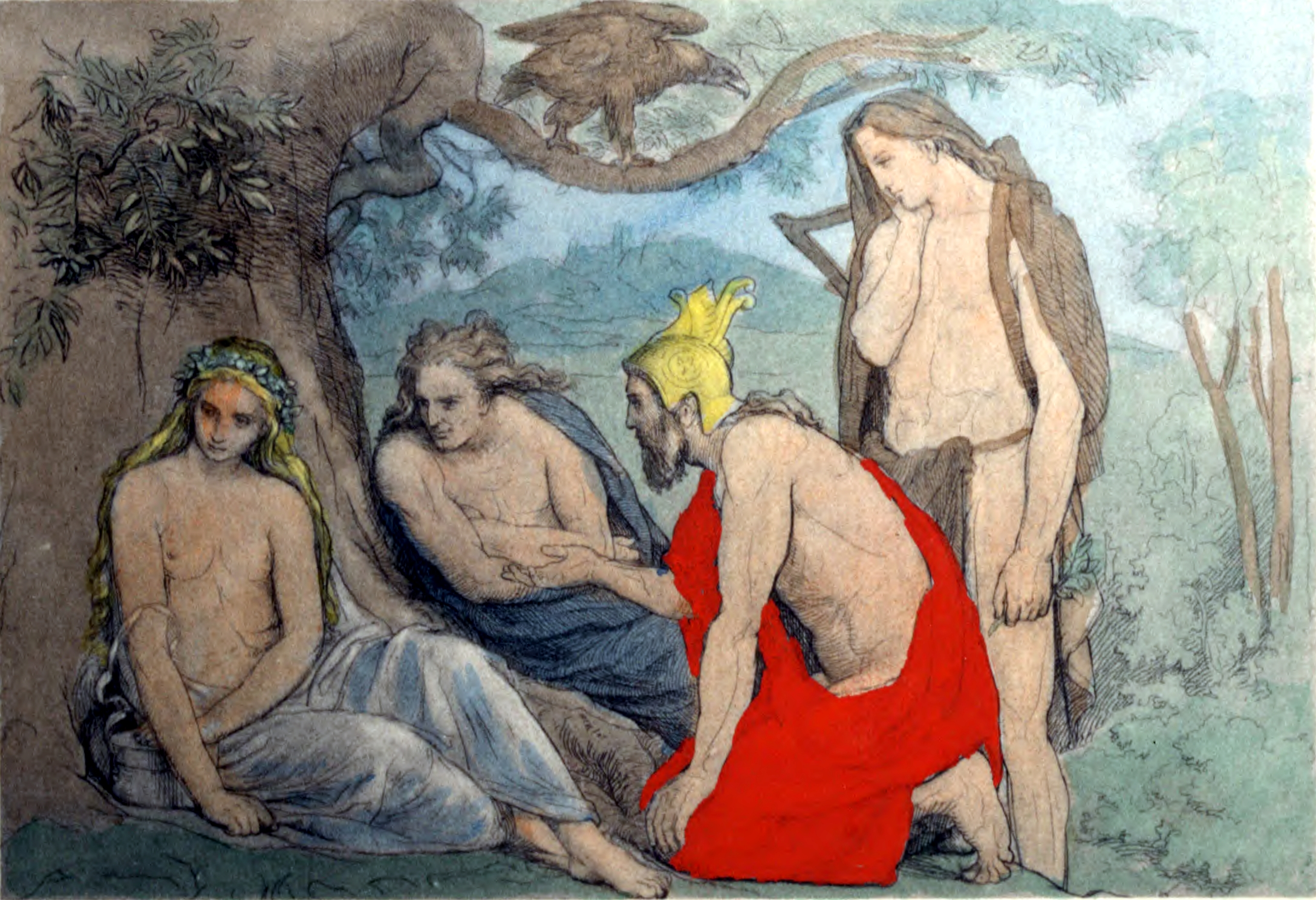
De izquierda a derecha: Iðunn, Loki, Heimdallr y Bragi. Ilustración de una escena del poema Hrafnagaldr Óðins.

Es el dios de la poesía y los bardos (escaldos). Era el poeta personal de Odín y también uno de los Æsir más sabios. Fue el primero que supo versificar y quien mejor lo hizo. Desde entonces, a las personas que sobresalían en la poesía se les apodaba Bragi. También es conocido como el dios de la barba oblicua.
Bragi es el encargado en el Valhalla de entregar la copa de bienvenida a los recién llegados y acogerles con palabras corteses. Además él ameniza el Valhalla recitando versos.
Es el esposo de Idunn, una de las diosas más importantes del panteón nórdico, pues posee las manzanas de la juventud, que son de gran importancia para Asgard ya que los Æsir deben tomar este fruto para no envejecer.
A este Æsir se le relaciona con un famoso poeta del siglo IX llamado Bragi Boddason “El Viejo”. Tras su muerte se cree que se le deidificó como el mayor poeta.